# Keiko Moriuchi
Keiko Moriuchi (japanisch 森内 敬子 Moriuchi Keiko; * 1943 in Osaka) ist eine japanische Künstlerin und war das letzte Mitglied der Gutai Art Association, der sie von 1968 bis zu deren Auflösung 1972 angehörte. Sie gilt als wichtige Vertreterin der japanischen Avantgarde nach dem Zweiten Weltkrieg.

## Leben
Keiko Moriuchi wurde 1943 in Osaka geboren, besuchte 1962 die Osaka Shoin Women's University, studierte 1963 bei Jirō Yoshihara, dem Gründer der Gutai Art Association, ging 1965 in die USA und arbeitete in New York. Sie bezog ein Zimmer in einem Gebäude, in dem auch Ad Reinhardt (1913–1967) wohnte, der für seine Serie abstrakter Gemälde, die so genannten Black Paintings, bekannt war, und nutzte es sowohl als Wohnung als auch als Atelier, um ihre kreative Arbeit fortzusetzen. Sie tauschte sich aus mit bekannten Bildhauern wie Isamu Noguchi (1904–1988) und Matsumi Kanemitsu (1922–1992), einem der führenden Vertreter des abstrakten Expressionismus, von deren Innovation und Individualität sie sich inspirieren ließ, während sie gleichzeitig ihren eigenen künstlerischen Weg verfolgte.
1967, nach ihrer Rückkehr nach Japan, wurde sie das letzte Mitglied der Gutai Art Association und stellte bis zu deren Auflösung regelmäßig in den Gutai Art Exhibitions aus. Auch nach der Auflösung von Gutai blieb Keiko Moriuchi künstlerisch aktiv. 1983 ging sie nach Aachen und beschäftigte sich in Deutschland mit der Entwicklung des menschlichen Bewusstseins im digitalen Zeitalter. Bis heute ist sie international präsent und produziert neue Arbeiten für Ausstellungen.  Bis heute ist sie international präsent und produziert neue Arbeiten für Ausstellungen.
Keiko Moriuchi erhielt im Laufe ihrer Karriere mehrere regionale und nationale Auszeichnungen und wird für ihre Rolle in der Weiterentwicklung moderner japanischer Kunst gewürdigt.

## Werk
Ein Schlüsselwerk von Keiko Moriuchi aus ihrer Zeit bei Gutai ist eine Installation aus 108 weißen Bodenkissen, die 1968 auf der New Artists' Exhibition gezeigt wurde. Diese Arbeit spiegelt sowohl den minimalistischen Stil als auch symbolische Dimensionen wider und ist ein Beispiel für ihre Fähigkeit, die Grenzen zwischen Abstraktion und Bedeutung auszuloten. Ihre oft mit Acrylfarben auf Leinwand gemalten Werke sind bekannt für die Verwendung von Gold und symmetrischen Mustern, die buddhistische und andere religiöse Einflüsse erkennen lassen. Neben Installationen und Gemälden hat Keiko Moriuchi auch Wandmalereien und Kunstwerke für öffentliche Gebäude in Japan geschaffen. Ihre Arbeiten wurden in zahlreichen Einzel- und Gruppenausstellungen in Japan, den USA und Europa gezeigt.